# Stefan Golczewski
Stefan Wilhelm Golczewski (ur. 6 kwietnia 1893 w Warszawie, zm. 10 października 1969 w Toruniu) – polski aktor teatralny i filmowy.

## Życiorys
Urodził się w rodzinie Antoniego, chemika, i Apolonii z Kraszewskich. Ukończył szkołę średnią i szkołę teatralną H.J. Hryniewieckiej. Najprawdopodobniej debiutował w sezonie 1916/1917 w warszawskim Teatrze Nowoczesnych. W kolejnych latach grał w stołecznym Teatrze Współczesnym (1918) oraz zespołach objazdowych: Kazimierza Junoszy-Stępowskiego (1919), Wandy Radost-Modzelewskiej (1919) oraz Tomasza Działosza (1920, Teatr Plebiscytowy na Warmii i Mazurach). Następnie występował w Białymstoku (Teatr Wojskowy 1920–1921), Grudziądzu (teatrzyk varietes 1921–1922, Teatr Miejski 1929–1931), Sosnowcu (Teatr Miejski 1923–1926, 1934–1936), Pińsku (1923–1924), Katowicach (Teatr Polski 1924–1925, 1928–1929, 1933–1934), Lwowie (Teatr Semafor 1925–1926), Kaliszu (Zespół Zjednoczenia Artystów ZASP 1926–1927, Teatr Miejski 1938–1939), Warszawie (Teatr Praski 1927–1928, Teatr Polski 1931, Cyrulik Warszawski 1937–1938), Lublinie (1931–1932) oraz Częstochowie (Teatr Miejski 1936–1937).

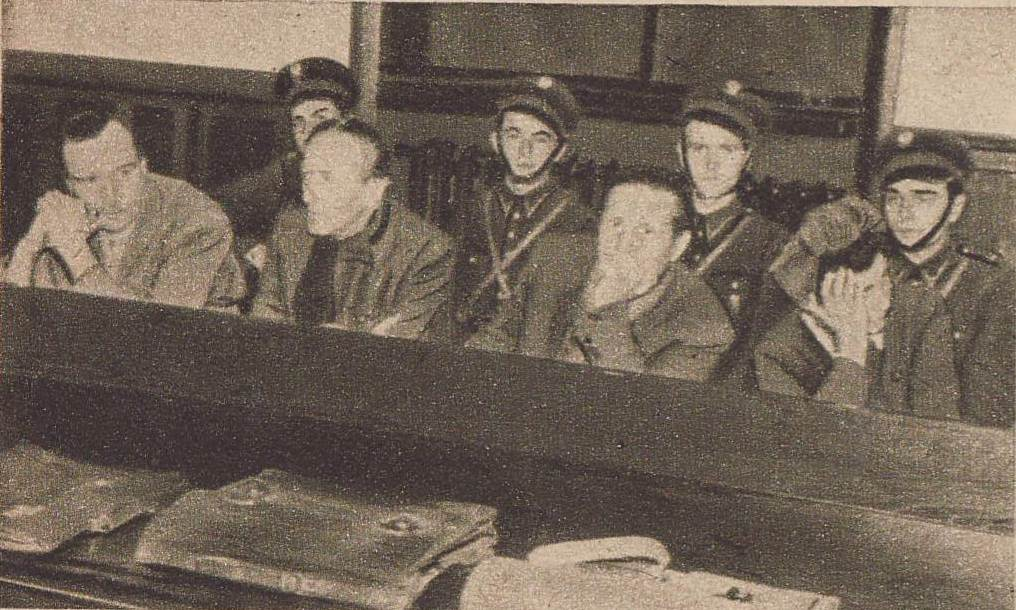
Stefan Golczewski (trzeci od lewej) podczas procesu aktorów oskarżonych za udział w filmie Heimkehr (1948)

W 1941 roku, wbrew zakazowi ZASP oraz Polskiego Państwa Podziemnego, zgłosił się do udziału w niemieckim filmie propagandowym Heimkehr (reż. Gustav Ucicky), gdzie zagrał rolę polskiego widza w kinie. Dzięki temu otrzymał Erlebnis-Karte, która umożliwiła mu występy w jawnych teatrach Warszawy: Komedia (1942) oraz Miniatury (1943). Brał udział w powstaniu warszawskim. Po wojnie pozostał w stolicy, występując w Centralnym Teatrze Milicji Obywatelskiej (1944–1947). Następnie grał w Teatrze Miejskim w Częstochowie (1947–1948). W listopadzie 1948 roku zasiadł na ławie oskarżonych w procesie polskich aktorów biorących udział w filmie Heimkehr (wraz z Wandą Szczepańską, Juliuszem Łuszczewskim i Michałem Plucińskim), w którym został skazany przez Sąd Okręgowy w Warszawie na karę 3 lat pozbawienia wolności.
W latach 1949–1954 był członkiem zespołu Teatru im. Aleksandra Węgierki w Białymstoku, a następnie do końca życia występował w Toruniu w Teatrach Ziemi Pomorskiej, przekształconych następnie w Teatr im. Wilama Horzycy. 
Jego małżonką była Teodora Rapacka (1892–1967), również aktorka. Oboje zostali pochowani na toruńskim cmentarzu św. Jerzego (cmentarz ewangelicki).